# Johan Hendrik Wilhelm Haverkamp
Johan Hendrik Wilhelm Haverkamp ('s-Heerenberg, 18 oktober 1900 – Dinxperlo, 31 december 1953) was een Nederlands politicus van de CHU en burgemeester van de Nederlandse gemeente Dinxperlo.
In september 1917 ging de toen nog maar 16-jarige Haverkamp werken bij de gemeentesecretarie van Bergh en vanaf begin 1920 was hij ruim een jaar werkzaam bij de gemeente Nijeveen. Daarna was hij commies 1e klasse bij de gemeente Doetinchem. Haverkamp werd op 17 juli 1939 benoemd als burgemeester, vlak voor het uitbreken van de Tweede Wereldoorlog. 1944 moest Haverkamp onderduiken, dat deed hij samen met twee ambtenaren van de secretarie. Vanaf dat moment was ook het bevolkingsregister verdwenen. Van 23 oktober 1944 tot maart 1945 was C. Bécude NSB burgemeester van Dinxperlo. Na de bevrijding doken Haverkamp, de ambtenaren én het bevolkingsregister weer op en hervatten hun ambt. Na de wederopbouw was Haverkamp groot voorstander van de annexatie van Duits grondgebied. Persoonlijk verplaatste hij de grenspalen zodat Suderwick bij Dinxperlo kwam. Het liefst had hij zelfs meer gebied willen annexeren omdat voor sommige boeren de situatie in Suderwick ongunstige situaties had opgeleverd. Hun boerderij bevond zich na de grensverlegging in Nederland, terwijl hun akkers nog in Duitsland lagen. Het was een last voor de toch al zwaar getroffen gemeente, in Suderwick was nog niets gedaan aan wederopbouw. Op 3 januari 1953 nam Haverkamp voor het laatst deel aan een gemeenteraadsvergadering. Een ongeneeslijke ziekte verhinderde de verdere uitvoering van zijn taken. E.S. van Veen werd van 18 maart 1953 tot en met 16 mei 1954 aangesteld als plaatsvervangend burgemeester voor de gemeente Dinxperlo. Via het Koninklijk Besluit van 29 april 1954, werd Jan Willem Stam per 16 mei 1954 als opvolgend burgemeester benoemd. Haverkamp overleed op oudejaarsavond op een leeftijd van 53 jaar. Ter nagedachtenis aan Haverkamp werd in Dinxperlo een straat naar hem vernoemd. Zijn zoon H.H.H. Haverkamp is ook burgemeester geweest.